# عيسى سويد
عيسى محمد سويد (أكتوبر 1949 - 4 ديسمبر 2016) تربوي ورياضي بحريني.

## النشأة والتعليم
وُلد عيسى محمد سويد في أكتوبر 1949. حصل على شهادة دبلوم المعهد العالي للمعلمين في العام 1969. ثم حصل على دبلوم في الإدارة المدرسية العام 1999. شارك في العديد من الدورات التعليمية منها: دورة في إدارة مؤسسات تعليم الكبار العام 1983 والمنظمة العربية للتربية والثقافة والعلوم ودورات متعددة في مجال التنظيم والإدارة وتطوير المناهج التعليمية وفي الإدارة المدرسية.

## المسيرة التربوية
عمل في مهنة التدريس مدرساً في مدرسة الخميس الابتدائية الإعدادية للبنين ومُدرساً ومشرفاً إدارياً في مدرسة البلاد القديم الإعدادية للبنين. أصبح مديراً مساعداً في مدرسة عثمان بن عفان الإعدادية ثم مدير مدرسة الخليل بن أحمد الإعدادية للبنين حتى تقاعده في العام 2005.

## المسيرة الرياضية
لعب كرة اليد وكرة السلة وكرة الطائرة في نادي البلاد القديم ثم بعد اعتزاله اللعب أخذ العديد من الدورات التدريبية التحكيمية ومن بعدها توجه إلى ممارسة التحكيم ما بين العامين 1977 و1998. ترأس لجنة الحكام بالاتحاد البحريني لكرة اليد ما بين العامين 1992 و2004 وقام بترجمة القوانين والتعديلات الحديثة وبناء جيل من الحكام الجدد على أسس صلبة بالتعاون مع الحكم السابق رضي حبيب. شغل منصب عضو مجلس إدارة الاتحاد العربي لكرة اليد ما بين العامين 2000 و2005. شغل منصب المدير التنفيذي للاتحاد البحريني لكرة اليد ما بين العامين 2005 و2011. شارك أيضاً في العديد من الدورات والبطولات العالمية والقارية في مجال كرة اليد.

## احتجاجات 2011
ادعى مركز البحرين لحقوق الإنسان أنه في 10 أبريل 2011 تم إعفاء سويد من جميع مناصبه في الاتحاد البحريني لكرة اليد كمدير للاتحاد ورئيس للجنة الحكام بسبب مشاركته في مسيرة الرياضيين في دوار مجلس التعاون الخليجي لإسقاط النظام الملكي في البحرين في خضم احتجاجات فبراير ومارس 2011 وطالب المركز بإرجاع هذه المناصب لسويد بينما ذكرت صحيفة الأيام الليبرالية الموالية للنظام أن سويد ترك مناصبه بمحظ إرادته في نهاية موسم 2011-2012 بسبب كبر سنه.

## التكريم
في 7 يونيو 2016 قام ناصر بن حمد آل خليفة ممثل جلالة الملك للأعمال الخيرية رئيس المجلس الأعلى للشباب والرياضة، رئيس اللجنة الأولمبية البحرينية بتكريم القيادات الرياضية من أصحاب المناصب الإدارية الخارجية ومن ضمنهم سويد وتم منحه جائزة الشيخ عيسى بن راشد آل خليفة للعمل التطوعي في المجال الرياضي.

## الحياة الشخصية
سويد متزوج.

## الوفاة
توفي سويد في 4 ديسمبر 2016.